# V346 Андромеды
V346 Андромеды (лат. V346 Andromedae), HD 928 — двойная звезда в созвездии Андромеды на расстоянии приблизительно 2498 световых лет (около 766 парсеков) от Солнца. Видимая звёздная величина звезды — от +9,1m до +8,98m.

## Характеристики
Первый компонент — оранжевый гигант, пульсирующая медленная неправильная переменная звезда (LB:) спектрального класса K5, или M5. Масса — около 1,085 солнечной, радиус — около 110,835 солнечных, светимость — около 640,449 солнечных. Эффективная температура — около 3682 K.
Второй компонент — коричневый карлик. Масса — около 12,66 юпитерианских. Удалён на 1,537 а.е..